# Dangba
Dangba (kinesiska: 党巴, 党巴乡) är en socken i Kina. Den ligger i provinsen Sichuan, i den sydvästra delen av landet, omkring 470 kilometer väster om provinshuvudstaden Chengdu. Antalet invånare är 2575. Befolkningen består av 1 252 kvinnor och 1 323 män. Barn under 15 år utgör 25,0 %, vuxna 15-64 år 68 %, och äldre över 65 år 5,0 %.
Genomsnittlig årsnederbörd är 685 millimeter. Den regnigaste månaden är juli, med i genomsnitt 159 mm nederbörd, och den torraste är november, med 1 mm nederbörd.